# 北条時長
北条 時長（ほうじょう ときなが）は、鎌倉時代中期の武将、北条氏の一門。名越流・北条朝時の三男。母は大友能直の娘。
通称は遠江三郎といい、父朝時が遠江守であったことに由来する通称であった。仁治、寛元年間（1240年 - 1246年）備前守の任にあり、この期間、史料では備前守、備前前司と呼ばれていた。

## 生涯
暦仁元年（1238年）、将軍藤原頼経が上洛する際、供奉人として随行。同年蔵人頭に補任され、さらに右衛門権少尉、左衛門尉と昇進した。父朝時は幕政から疎外されており、それに対する反撥から将軍頼経に近侍、随従して結びつきを深めていた。時長も父や兄北条光時らと同調して将軍に接近し、外出時の随兵や御剣役を担当した。朝時が寛元2年（1244年）に没すると、時長は兄弟らと共に信濃善光寺で供養を行っている。
この供養は表向きで、裏では将軍頼経と結託して名越一族が得宗打倒を画策しており、時長もその一翼を担っていたとされる。そのため、将軍が更迭された宮騒動に連座して備前守の官途を解かれた。時長の兄光時と時幸はこの事件でそれぞれ処分されたが、時長は兄弟の時章、時兼らと共に時頼に陳弁して許された。
その後の時長は得宗との協調路線を重視する方針を採り、幕府内である程度の地位を回復させることに成功した。建長4年（1252年）8月26日死去。